# استارایا بزگینکا
استارایا بزگینکا (انگلیسی: Staraya Bezginka) یک شهرک در بخش نوووسکولسکی استان بلگورود کشور روسیه است.